# Nowa Huta (powiat włoszczowski)
Nowa Huta – osada leśna w Polsce położona w województwie świętokrzyskim, w powiecie włoszczowskim, w gminie Krasocin.
W latach 1975–1998 miejscowość należała administracyjnie do województwa kieleckiego.